# Organizacja Jedności Afrykańskiej
Organizacja Jedności Afrykańskiej (OJA; ang. Organization of African Unity, OAU) – jedna z najważniejszych i najliczniejszych regionalnych organizacji międzynarodowych zrzeszająca niemal wszystkie państwa Afryki z wyjątkiem Maroka. Założona została 25 maja 1963 roku w Addis Abebie (Etiopia), która pozostawała jej siedzibą. Karta OJA podpisana na założycielskim zebraniu weszła w życie 13 września 1963
W 2002 organizacja przestała istnieć i na jej miejsce została powołana Unia Afrykańska. Rocznica powołania OJA obchodzona jest jako Dzień Afryki.

## Cele organizacji
- umacnianie jedności i solidarności państw afrykańskich,
- pogłębienie wszechstronnej współpracy politycznej i gospodarczej między nimi,
- zapewnienie warunków do szybkiego rozwoju tych państw,
- zwalczanie kolonializmu i rasizmu,
- zapobieganie sporom pomiędzy państwami afrykańskimi i wewnątrz nich (OJA stała na stanowisku nienaruszalności granic kolonialnych).

Organizacja ta znalazła się w latach 90. w znacznym kryzysie, wynikającym w dużej mierze z głębokich podziałów politycznych i ideologicznych pomiędzy współczesnymi państwami afrykańskimi. Zakończyła działalność 8 lipca 2002 roku. Jej miejsce zajęła Unia Afrykańska, w swoich założeniach po części wzorująca się na Unii Europejskiej.

## Organy
Naczelnym organem OJA było Zgromadzenie Szefów Państw i Rządów, zbierające się raz w roku. Każde państwo dysponowało w nim jednym głosem. Do podjęcia decyzji potrzeba było 2/3 wszystkich oddanych głosów, przy czym posiedzenie ZSPiR było prawomocne, jeżeli przybyło na nie 2/3 wszystkich państw.

## Działalność
Już na konferencji założycielskiej w 1963 roku przyjęto rezolucję, iż OJA będzie zwalczać wszelkie formy kolonializmu na kontynencie, ponieważ uznano go za zagrożenie dla pokoju w regionie. Zapowiedziano pomoc narodom kolonialnym w ich walce o wyzwolenie. W 1966 OJA powołała w Dar es Salaam tzw. Komitet Wyzwolenia, mającego udzielać pomocy, także finansowej, ruchom narodowowyzwoleńczym. Od chwili powstania OJA ostro potępiała RPA za politykę apartheidu, nie prowadziła z nią rozmów, ani nie utrzymywała stosunków dyplomatycznych. W 1971 roku w OJA wybuchł kryzys – 13 państw organizacji chciało podjęcia dialogu z RPA. Propozycja ta została potępiona przez OJA. W 1975 roku podjęto decyzję o ostatecznym porzuceniu koncepcji rozwiązania sytuacji na południu drogą militarną. OJA odniosła kilka sukcesów, m.in.:
- 1963 – powołanie komisji arbitrażowej w sprawie uspokojenia konfliktu algiersko-marokańskiego;
- 1965 – doprowadzenie do zaprzestania walk między Somalią a Etiopią;
- 1980 – prace nad utworzeniem Afrykańskiej Rady Bezpieczeństwa, wysłanie do Czadu oddziałów OJA, które zastąpiły tam siły libijskie.

Przyczyną małej skuteczności, a w konsekwencji rozwiązania OJA, były: istotne różnice ustrojowe między państwami, odmienne koncepcje polityki zagranicznej, sprzeczne interesy ekonomiczne, powiązania z państwami pozaafrykańskimi. OJA nie potrafiła zapobiec wtrącaniu się niektórych byłych mocarstw kolonialnych w sprawy wewnętrzne kontynentu. Same państwa członkowskie zarzucały OJA bierną postawę. Najpoważniejszym kryzysem było przyjęcie do OJA Sahary Zachodniej (Arabskiej Demokratycznej Republiki Saharyjskiej) – istniały trudności już z samym zwołaniem posiedzenia jakiejkolwiek instytucji OJA, ponieważ 19 państw, które były przeciwne przyjęciu Sahary Zachodniej, opuszczało salę. Sesję udało się zwołać dopiero w 1983 roku, po oświadczeniu rządu Sahary Zachodniej, iż nie pojawi się na szczycie. Sesja wezwała Maroko do rozwiązania problemu i podjęcia rokowań z Republiką Saharyjską. Jednak Maroko na znak protestu zapowiedziało wystąpienie z OJA, co uczyniło w 1985 roku.
OJA dążyła też do ustanowienia Afryki strefą wolnego handlu, plany te jednak okazały się nierealne.

## Sekretarze generalni
| Państwo, imię i nazwisko | Objęcie urzędu | Przekazanie urzędu |
| ------------------------ | -------------- | ------------------ |
| Kifle Wodajo             | 25 V 1963      | 21 VII 1964        |
| Diallo Telli             | 21 VII 1964    | 15 VI 1972         |
| Nzo Ekangaki             | 15 VI 1972     | 16 VI 1974         |
| William Eteki            | 16 VI 1974     | 21 VII 1978        |
| Edem Kodjo               | 21 VII 1978    | 12 VI 1983         |
| Peter Onu                | 12 VI 1983     | 20 VII 1985        |
| Ide Oumarou              | 20 VII 1985    | 19 IX 1989         |
| Salim Ahmed Salim        | 19 IX 1989     | 17 IX 2001         |
| Amara Essy               | 17 IX 2001     | 9 VII 2002         |